# Cantón de Toulouse-14
El cantón de Toulouse-14 era una división administrativa francesa, que estaba situada en el departamento de Alto Garona y la región de Mediodía-Pirineos.

## Composición
El cantón estaba formado por siete comunas más una fracción de la comuna que le daban su nombre:
- Aucamville
- Castelginest
- Fenouillet
- Fonbeauzard
- Gagnac-sur-Garonne
- Launaguet
- Saint-Alban
- Toulouse (fracción)

## Supresión del cantón de Toulouse-14
En aplicación del Decreto n.º 2014-152 de 13 de febrero de 2014, el cantón de Toulouse-14 fue suprimido el 22 de marzo de 2015 y sus 8 comunas pasaron a formar parte; seis del nuevo cantón de Castelginest, y dos del nuevo cantón de Toulouse-8.